# Dodecatheon dentatum
Dodecatheon dentatum là một loài thực vật có hoa trong họ Anh thảo. Loài này được Hook. mô tả khoa học đầu tiên năm 1834.

## Hình ảnh

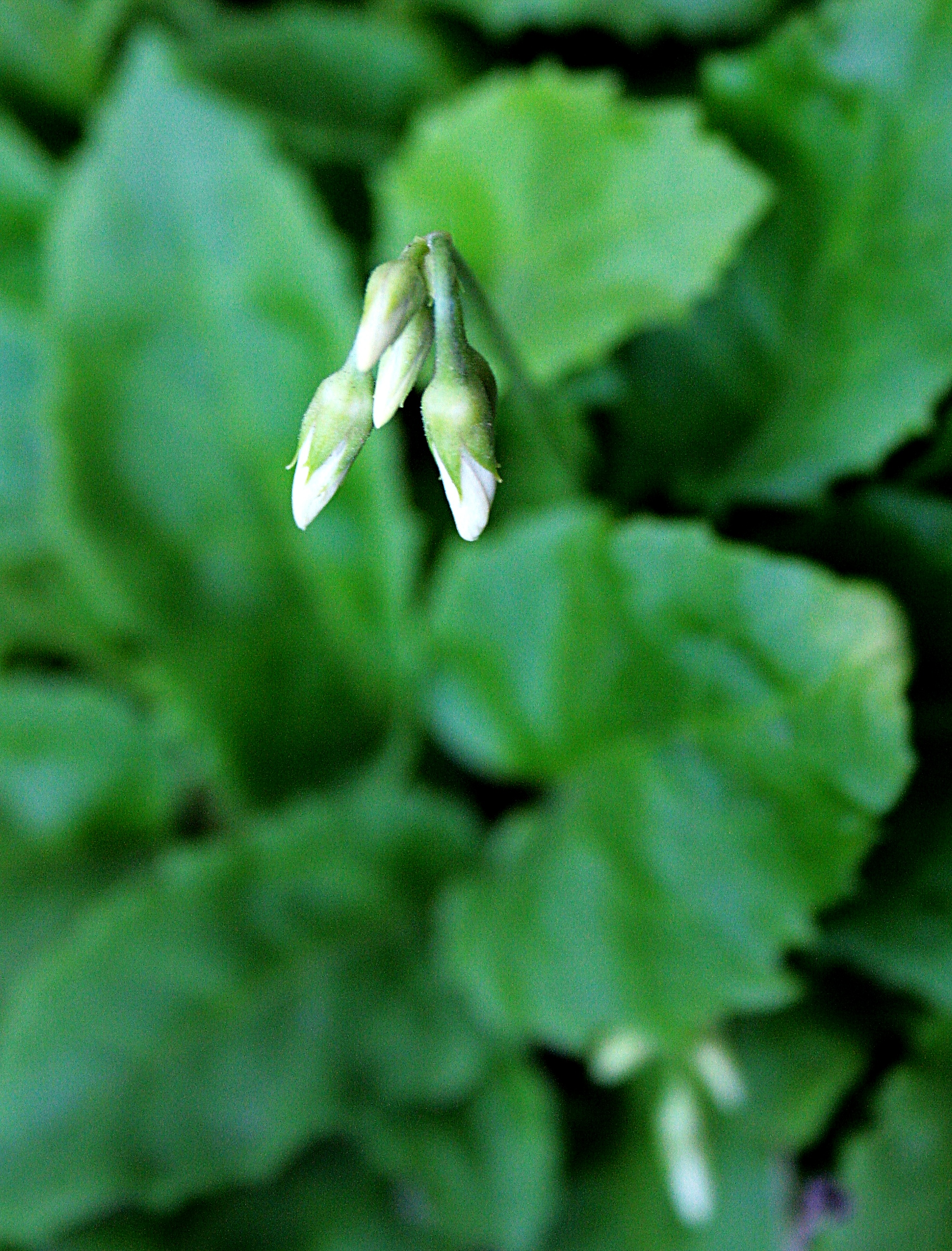